# Salvatore Fighera
Salvatore Fighera (Gravina in Puglia, 1771 – Napoli, 17 giugno 1832) è stato un compositore italiano.

## Biografia
Si recò a Napoli per compiere gli studi giuridici ma ben presto si dedicò allo studio della musica. Allievo di Giacomo Insanguine e di Fedele Fenaroli presso il Conservatorio di Santa Maria di Loreto, divenne poi maestro di musica presso il monastero di San Sebastiano, incarico che conservò fino alla sua morte.
Compose opere musicali per il teatro e pezzi per pianoforte.

## Opere significative
- La sorpresa (Milano, 1800)
- La baronessa villana
- L'oratorio di Maria Santissima Addolorata (Napoli, 1813)
- Miserere a otto voci
- Miserere a tre-quattro voci con orchestra
- Credo a otto voci

- Alme Deus (1805)
- La beneficenza premiata (1814)
- La finta ritrosia
- Lo sdegno e la pace
- Cantata per il Beato Alfonso di Liquori (1826)
- La Rosa
- Voi che ninfe accese